# Рижкова Лідія Григорівна
Лі́дія Григо́рівна Рижко́ва (нар. 24 березня 1950, с. Гусарівка Балаклійського району Харківської області) — українська журналістка. Заслужений журналіст України.
Членкиня Національної спілки журналістів України (1986).

## Життєпис
Народилася на Харківщині. Закінчила Лебединське державне педагогічне училище ім. А. С. Макаренка (1969) і Київський державний університет ім. Т. Г. Шевченка (філологічний факультет заочно, 1969—1974).
Друкувалася в районній і обласній пресі зі студентських років, захоплювалася поезією. По закінченні педучилища працювала у великописарівській районній газеті «Красное знамя». Потім — редакторка обласної студії телебачення в Сумах; кореспондентка, заввідділу обласної газети; відповідальний секретар, голова обласної організації СЖУ—НСЖУ (1991—2007). Вісім років працювала в Сумській облдержадміністрації, завідувала сектором інформаційно-аналітичної роботи, згодом — власний кореспондент Укрінформу в Сумській області.
До Києва переїхала 2007 року, працювала спеціальним кореспондентом газети «Урядовий кур'єр». Перебуваючи на пенсії, очолює громадський пресцентр «Сумського земляцтва в місті Києві».

## Творчість
Авторка збірок поезії «Неопалимий дзвін» (Київ, 2011), «Сториця» (Суми, 2019), публікацій у періодичній пресі, збірниках публіцистики.

## Громадська діяльність
Понад 30 років — в активі НСЖУ.
Учасниця інформаційних проєктів ВБФ «Журналістська ініціатива».

## Нагороди, відзнаки
- Почесне звання «Заслужений журналіст України» (1997)[2]
- Срібна медаль «Нестор літописець» переможця творчого конкурсу «Економіка очима журналістів» — за цикл публіцистичних творів 1999—2000 років
- Диплом лауреата XX Загальнонаціонального конкурсу «Українська мова — мова єднання» (2019)